# Batalha de Útica (240 a.C.)
A batalha de Útica (240 a.C.) foi um confronto entre o exército cartaginês comandado por Hanão II, o Grande e Amílcar Barca contra os mercenários rebelados de Cartago durante a Guerra dos Mercenários. Estes últimos, inicialmente derrotados, abandonaram o cerco da cidade de Útica. Depois de tomar posse da cidade, Hanão descuidou as defesas e os rebeldes reorganizaram-se para expulsar as tropas de Cartago.